# قطعنامه ۱۱۲۳ شورای امنیت
قطعنامه  ۱۱۲۳ شورای امنیت سازمان ملل متحد که در تاریخ ۳۰ جولای ۱۹۹۷ تصویب شد، سندی بین‌المللی دربارهٔ مسئلهٔ در مورد هائیتی است. این قطعنامه طی نشست ۳۸۰۶ام با ۱۵ رای موافق، ۰ مخالف و ۰ ممتنع تصویب شد.